# Exochus cohrsi
Exochus cohrsi är en stekelart som beskrevs av Heinrich Habermehl 1923.
Exochus cohrsi ingår i släktet Exochus och familjen brokparasitsteklar. Inga underarter finns listade i Catalogue of Life.